# Aronstab
Aronstab (Arum) ist eine Pflanzengattung aus der Familie der Aronstabgewächse (Araceae). Arum ist eine von zwei auch in Mitteleuropa vorkommenden Gattungen aus dieser weitgehend tropischen Pflanzenfamilie. Die Areale reichen von Nordafrika über Europa bis Zentralasien. Sie wachsen vor allem in anspruchsvollen Laubmischwäldern und Gebüschen. 2019 wurde der Aronstab Giftpflanze des Jahres.

## Name
Seinen Namen verdankt der Aronstab (in alten Texten unter anderem aaron und aron) der biblischen Figur des Aaron, dessen Stab als Zeichen seiner Auserwählung zum Hohepriester ergrünte, als er im Zeltheiligtum „vor das Bundeszeugnis“ gelegt wurde (Num 17 ).

## Beschreibung

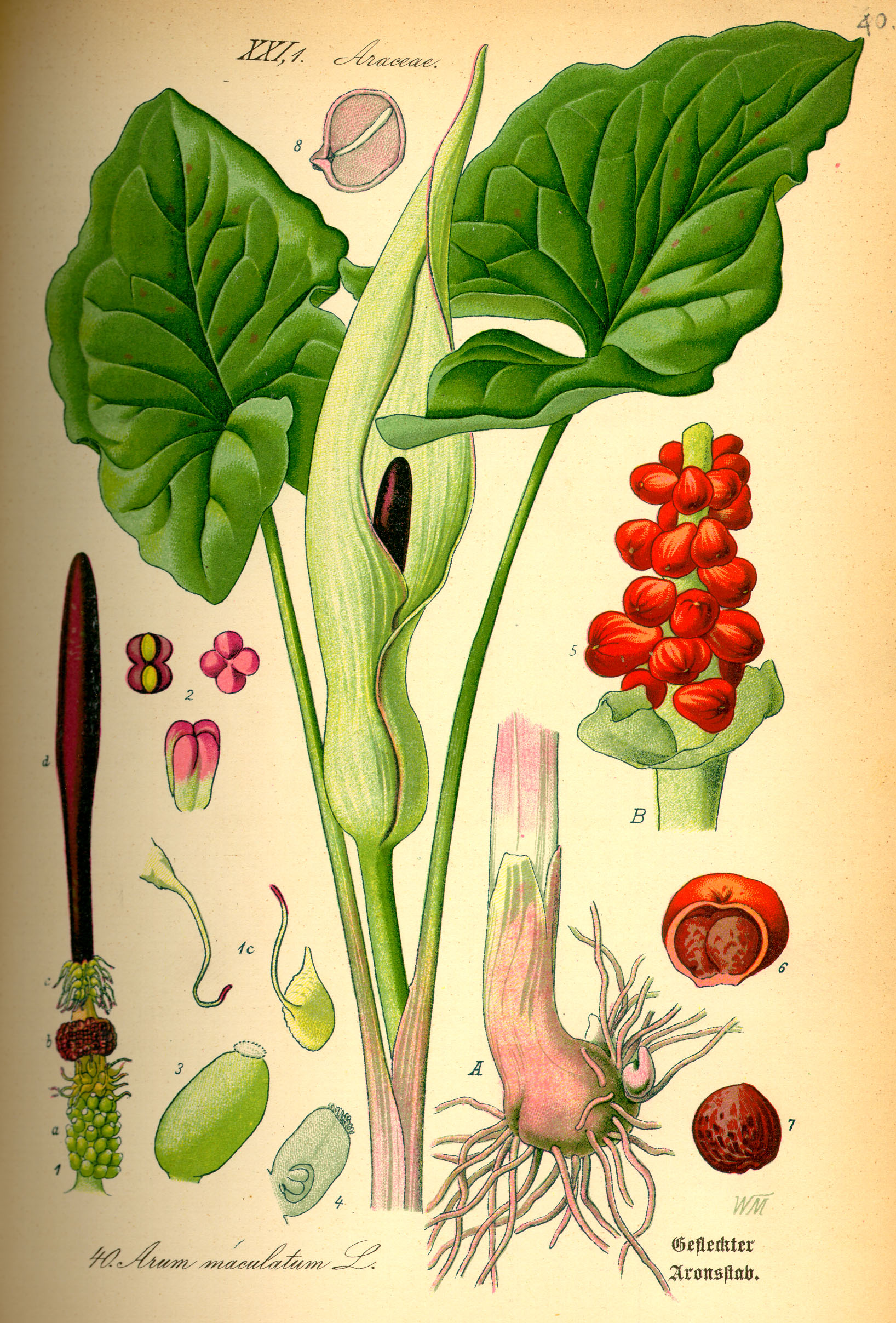
Illustration des Gefleckten Aronstabes (Arum maculatum)

### Erscheinungsbild und Laubblätter
Arum-Arten wachsen als saisongrüne, ausdauernde krautige Pflanzen. Diese Geophyten bilden Knollen als Überdauerungsorgane. Es sind mehrere Niederblätter (Cataphylle) vorhanden. Die zwei grundständigen Laubblätter sind in Blattscheide, Blattstiel und Blattspreite gegliedert. Die einfachen Blattspreiten besitzen eine spießförmige bis pfeilförmige Form und ungezähnte Blattränder.

### Generative Merkmale
Arum-Arten sind einhäusig getrenntgeschlechtig (monözisch). Der für die Araceae typische Blütenstand besteht aus Blütenstandsschaft, Spatha und Kolben. Der Kolben (Spadix) ist kürzer als das einzelne tütenförmige Hochblatt (Spatha). Der männliche Teil des Blütenstandes ist kürzer als der weibliche. Zwischen den fruchtbaren männlichen und weiblichen Blüten sitzen ein bis sechs Reihen steriler Blüten, die nach unten gebogen sind. Es sind keine Blütenhüllblätter vorhanden. Die männlichen Blüten bestehen nur aus drei bis vier Staubblättern.
Die Bestäubung der Blüten erfolgt durch Fliegen und Mücken, welche durch den intensiven Geruch (nach Aas) angelockt werden. Durch die Form der Blüte, die auch als Fliegenkesselfalle bezeichnet wird, gelangt ein einmal angelocktes Insekt immer an den Stempel, wodurch eine Übertragung der Pollen sicher gewährleistet wird.
Die bei Reife roten, verkehrt-eiförmigen Beeren enthalten mehrere Samen. Die Samen besitzen Endosperm.

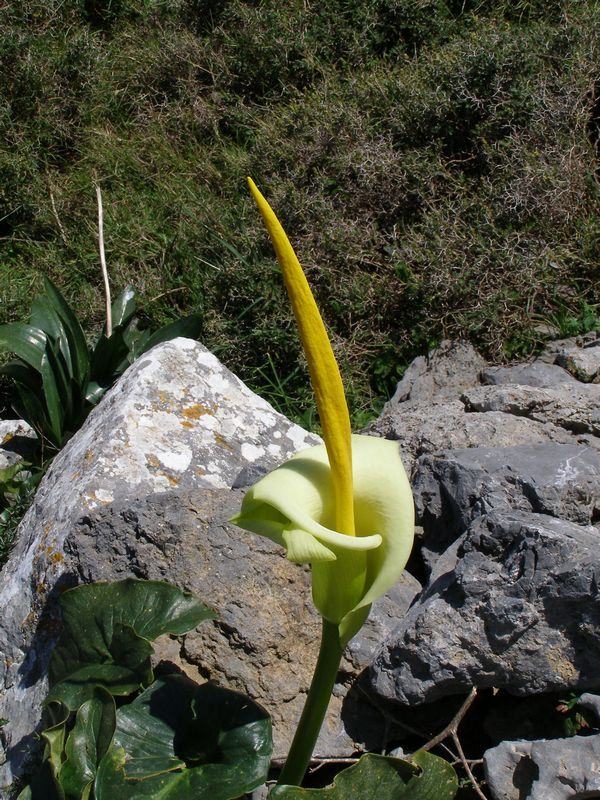
Kretischer Aronstab (Arum creticum)

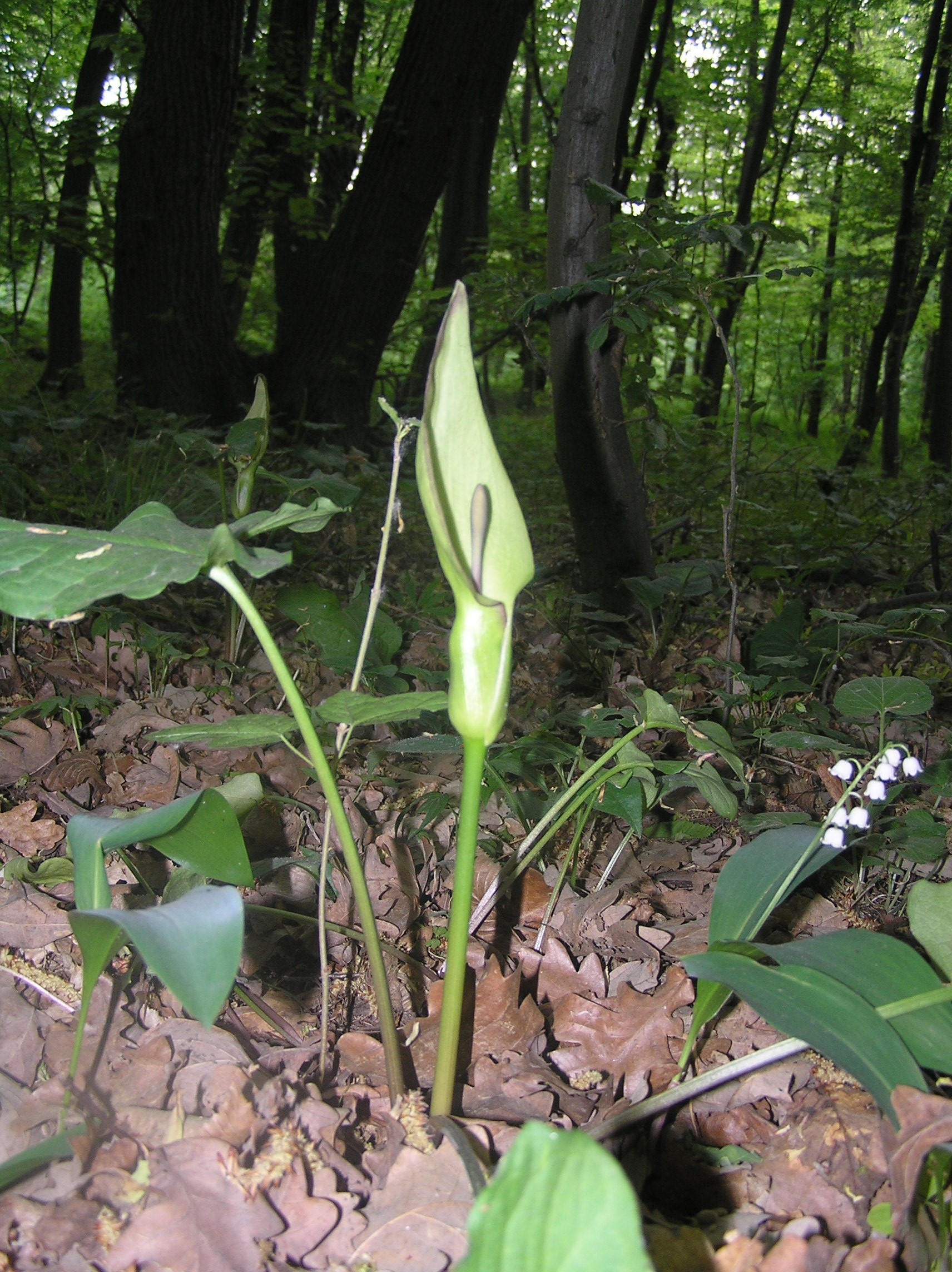
Südöstlicher Aronstab (Arum cylindraceum)

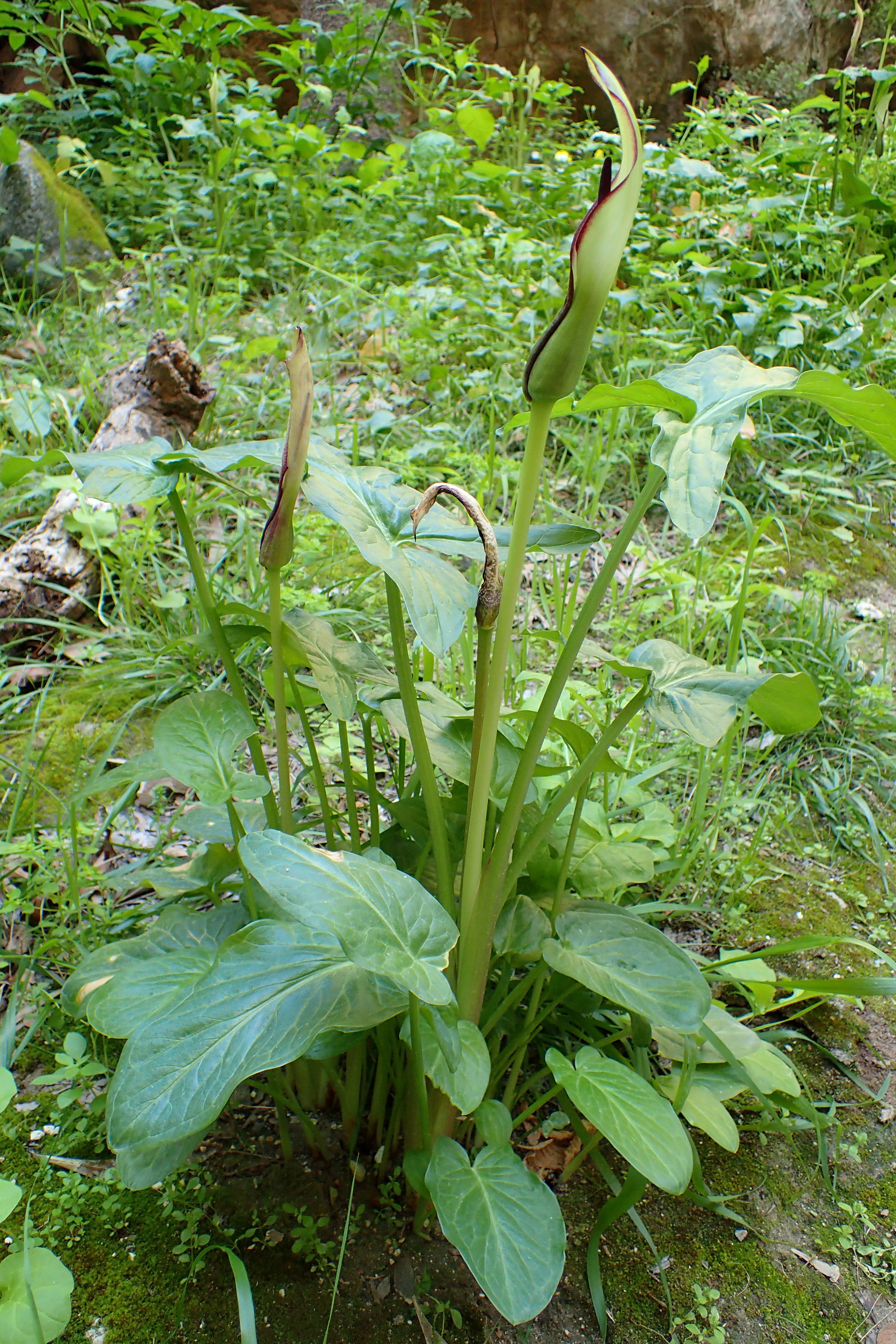
Arum hygrophilum

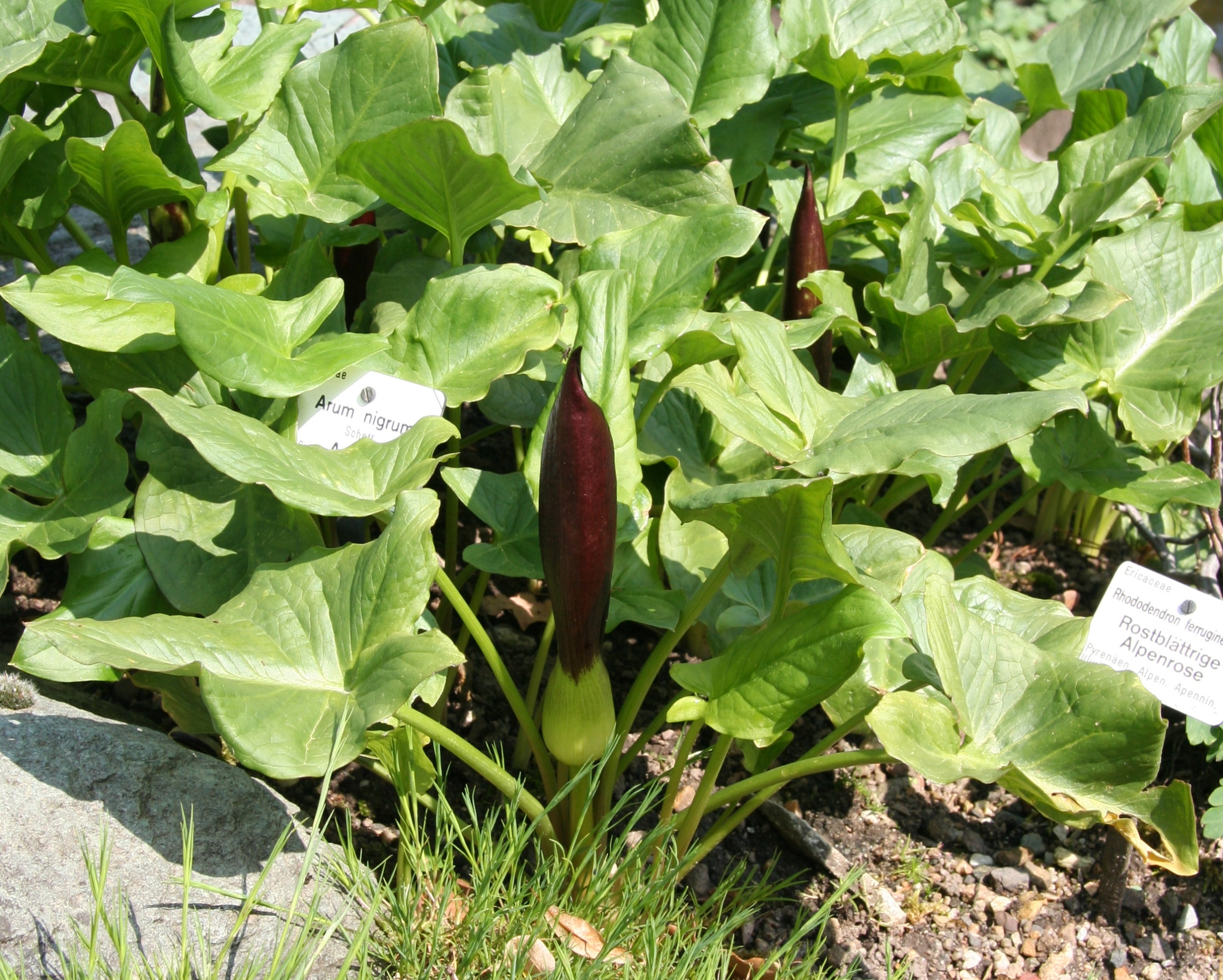
Schwarzer Aronstab (Arum nigrum)

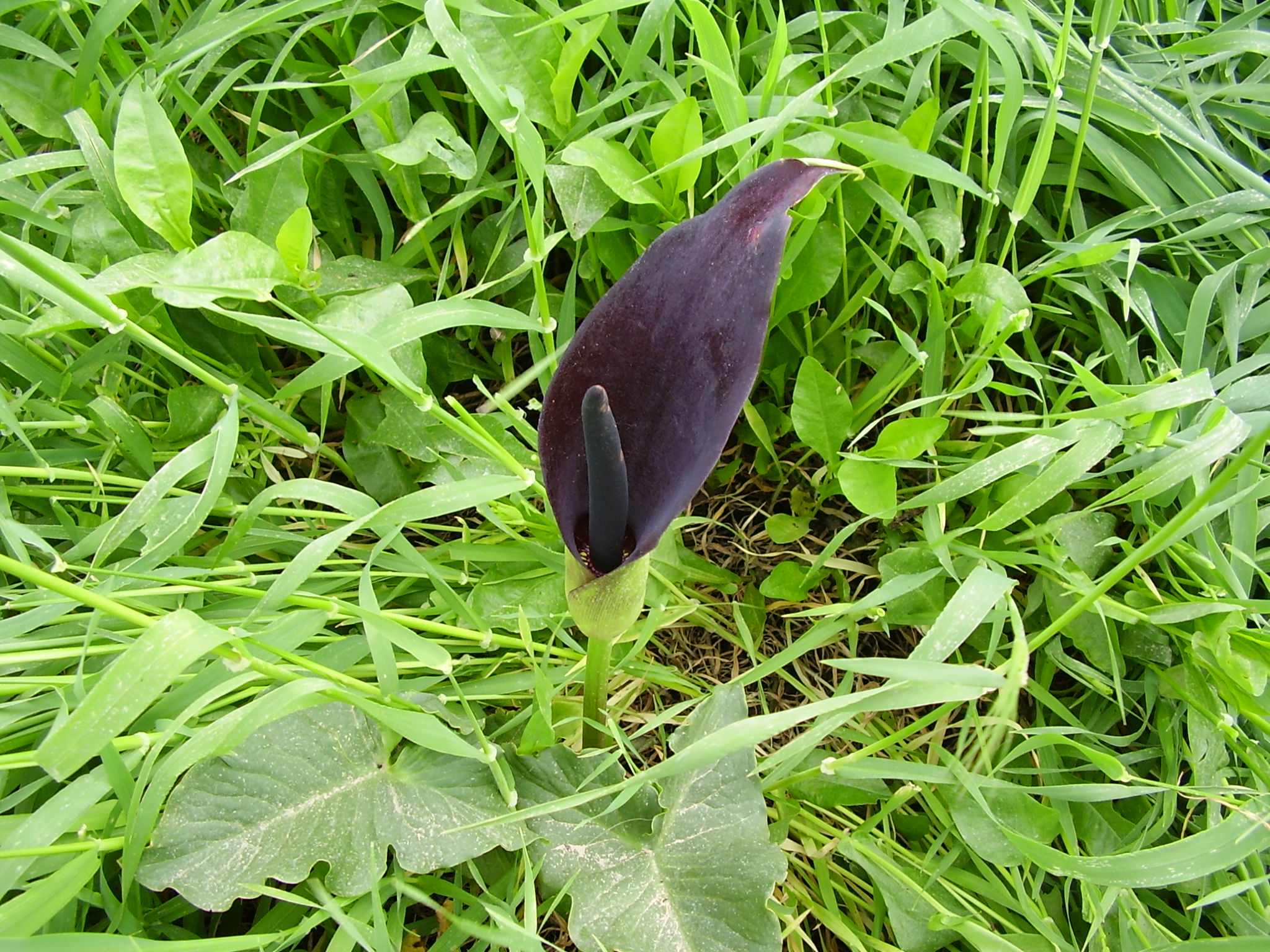
Arum palaestinum

## Systematik
Die Gattung Arum wurde 1753 durch Carl von Linné in Species Plantarum aufgestellt. Typusart ist Arum maculatum L. Die Gattung Arum gehört zur Tribus Areae in der Unterfamilie Aroideae innerhalb der Familie Araceae.

### Arten
Derzeit werden folgende 28 Aronstab-Arten (Arum) anerkannt:
- Arum alpinariae (Alpinar & R.R.Mill) P.C.Boyce, kommt nur in Nordwest-Anatolien in der Provinz Bolu vor.[4]
- Arum apulum (Carano) P.C.Boyce, kommt nur in der italienischen Region Apulien vor.[4]
- Arum balansanum R.R.Mill, kommt nur in West-Anatolien vor.[4]
- Arum besserianum Schott, kommt in Süd-Polen und in der Ukraine vor.[4]
- Arum byzantinum Blume, kommt in der europäischen Türkei und in Nordwest-Anatolien vor.[4]
- Arum concinnatum Schott (Syn.: Arum nickelii Schott), kommt in Süd-Griechenland, Kreta, in West-Anatolien und auf Zypern[5] vor.[4]
- Kretischer Aronstab (Arum creticum Boiss. & Heldr.), kommt von Kreta bis Südwest-Anatolien vor.[4]
- Südöstlicher Aronstab (Arum cylindraceum Gasp.), gliedert sich in zwei Unterarten:
  - Arum cylindraceum Gasp. subsp. cylindraceum (Syn.: Arum alpinum Schott & Kotschy, Arum maculatum subsp. danicum Prime), kommt in Südeuropa ostwärts bis Nordwest-Anatolien vor und reicht in Mitteleuropa bis Dänemark und Südschweden.[4]
  - Arum cylindraceum subsp. pitsyllianum Hadjik., Hand & G.Mans., ist ein 2011 beschriebener Endemit Zyperns.[4]
- Arum cyrenaicum Hruby, kommt in Nordost-Libyen und in Südwest-Kreta vor.[4]
- Dioskurides-Aronstab (Arum dioscoridis Sibth & Sm), ist eine variable, von den Ostägäischen Inseln bis Israel verbreitete Art.[4] Man kann vier Varietäten unterscheiden.[4]
- Arum elongatum Steven, ist von der östlichen Balkanhalbinsel bis zum westlichen Kaukasusraum verbreitet.[4]
- Arum gratum Schott, kommt in Zentral-Anatolien, in West-Syrien und im Nord-Libanon vor.[4]
- Arum hainesii Riedl, kommt nur im östlichen Irak vor.[4]
- Arum hygrophilum Boiss., besitzt ein disjunktes Areal in Nordost-Marokko, in Ost-Zypern, in der nördlichen Türkei und von Südwest-Syrien bis West-Jordanien.[4] Mit zwei Unterarten:
  - Arum hygrophilum subsp. hygrophilum
  - Arum hygrophilum subsp. euxinum (R.R.Mill) Alpinar (Syn.: Arum euxinum R.R.Mill): Sie kommt in der nördlichen Türkei vor.[4]
- Arum idaeum Coustur. & Gand., ist in seiner Verbreitung auf die Gebirge Kretas beschränkt.[6][4]
- Italienischer Aronstab (Arum italicum Mill.), wird in vier Unterarten gegliedert:
  - Arum italicum subsp. albispathum (Steven ex Ledeb.) Prime (Syn.: Arum albispathum Steven ex Ledeb.): Kommt auf der Krim und von Nordost-Anatolien bis zum Kaukasus vor.[4]
  - Arum italicum subsp. canariense (Webb & Berthel.) P.C.Boyce (Syn.:  Arum canariense Webb & Berthel.): Kommt auf den Azoren, Madeira und den Kanarischen Inseln vor.[4]
  - Arum italicum subsp. italicum, kommt vom Mittelmeergebiet ostwärts bis zum Irak sowie in Großbritannien und in der Schweiz vor.[4]
  - Arum italicum subsp. neglectum (F.Towns.) Prime, kommt im südlichen Großbritannien, in West-Frankreich, Nordwest-Spanien und in Marokko und Algerien vor.[4]
- Arum jacquemontii Blume (Syn.: Arum griffithii Schott), kommt vom nordöstlichen Iran bis Zentralasien und dem westlichen Nepal vor.[4]
- Arum korolkowii Regel, kommt in Zentralasien, dem Iran und in Afghanistan vor,[4] fehlt[7] in China.
- Arum lucanum Cavara & Grande, kommt in Süd-Italien und in Albanien vor.[4]
- Gefleckter Aronstab (Arum maculatum L.), kommt in Mittel- und Südeuropa ostwärts bis Nord-Anatolien und dem westlichen Kaukasusgebiet vor.[4]
- Arum megobrebi Lobin, M.Neumann, Bogner & P.C.Boyce, ist in Anatolien und in Transkaukasien verbreitet.[8][4]
- Schwarzer Aronstab (Arum nigrum Schott), kommt auf der nordwestlichen Balkanhalbinsel und in Nord-Griechenland vor.[4]
- Östlicher Aronstab (Arum orientale M.Bieb.), gliedert sich in zwei Unterarten:
  - Arum orientale subsp. longispathum (Rchb.) Engl., kommt auf der nordwestlichen Balkanhalbinsel vor.[4]
  - Arum orientale subsp. orientale, kommt vom östlichen Mitteleuropa bis zum westlichen Kaukasusgebiet vor.[4]
- Arum palaestinum Boiss., kommt von West-Syrien und dem Libanon bis Jordanien vor.[4]
- Arum pictum L.f., kommt auf den Balearen, auf Sardinien, Korsika und Montecristo vor[9][4], herbstblühend.
- Arum purpureospathum P.C.Boyce, ist ein Endemit von Südwest-Kreta.[4]
- Arum rupicola Boiss.: Sie kommt in zwei Varietäten von der ostägäischen Insel Lesbos bis Iran und Israel vor.[4]
- Arum sintenisii (englisch) P.C.Boyce, kommt nur im nordöstlichen Zypern vor.[4]
- Arum ×sooi Terpo = Arum cylindraceum × Arum maculatum

### Gliederung unterhalb der Gattung
Die Arten der Gattung Arum werden in folgende Untergattungen, Sektionen und Untersektionen gestellt:
- Untergattung Arum
  - Sektion Arum:
    - Arum byzantinum, Arum concinnatum, Arum italicum, Arum maculatum, Arum megobrebi[8]

  - Sektion Dioscoridea (Engler) P.C.Boyce:
    - Untersektion Alpina P.C.Boyce:
      - Arum cylindraceum

    - Untersektion Cretica (Engler) P.C.Boyce:
      - Arum creticum, Arum idaeum

    - Untersektion Dischroochiton Schott
      - Arum alpinariae, Arum apulum, Arum balansanum, Arum besserianum, Arum cyrenaicum, Arum elongatum, Arum gratum, Arum hainesii, Arum lucanum, Arum nigrum, Arum orientale, Arum purpureospathum. Arum sintenisii

    - Untersektion Hygrophila P.C.Boyce
      - Arum euxinum, Arum hygrophilum

    - Untersektion Poeciloporphyrochiton Schott
      - Arum dioscoridis, Arum palaestinum

    - Untersektion Tenuifila (Engler) P.C.Boyce
      - Arum jacquemontii, Arum korolkowii, Arum rupicola
- Untergattung Gymnomesium (Schott) Engler (Syn.: Gymnomesium Schott)
  - Arum pictum

Einige Arten, die früher in die Gattung Arum eingeordnet wurden, gehören heute zu anderen Gattungen:
- Arum cornutum (Handelsname für) → Helicodiceros muscivorus
- Arum guttatum Salisb. (oft als Handelsname für) → Dracunculus vulgaris
- Arum guttatum Wall. → Typhonium venosum
- Arum proboscideum L. → Arisarum proboscideum (L.) Savi[4]
- Arum venosum Dryand. ex Aiton → Typhonium venosum

## Giftpflanze

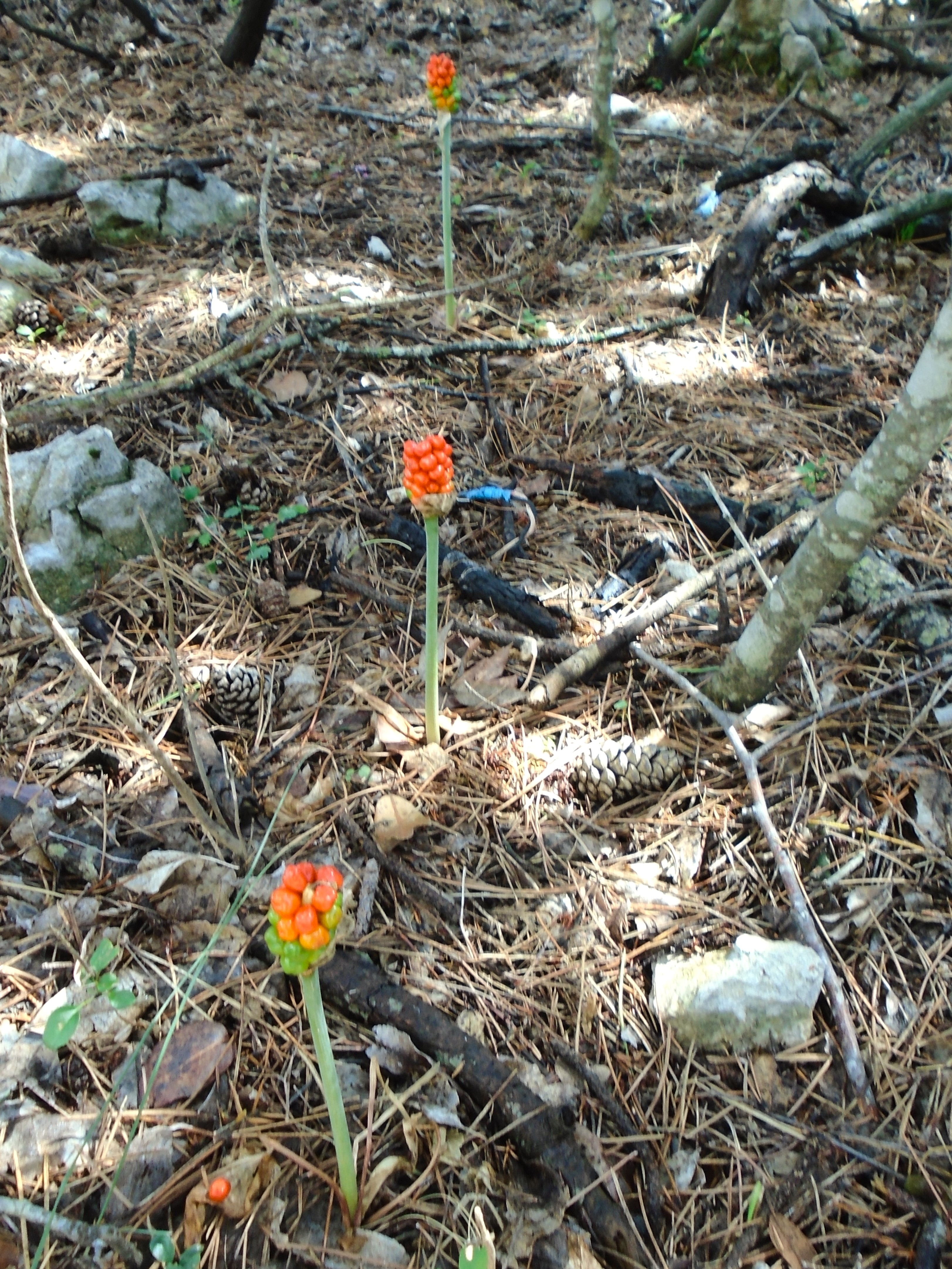
Aronstäbe auf dem Berg Vidova gora, Insel Brač, Kroatien

Alle Teile der Pflanze sind giftig und enthalten in großen Mengen Oxalat, daneben flüchtige Scharfstoffe, wie das bittere Saponin Aroin und das Pseudoalkaloid Coniin. Sogar beim bloßen Berühren der Pflanze kann es zu Rötungen der Haut und Blasenbildung kommen. Nach dem Verzehr von Pflanzenteilen, speziell der roten, süß schmeckenden Beeren, können sich Übelkeit, Erbrechen und Durchfälle einstellen. Auch ein Anschwellen der Lippen sowie Entzündungen der Mundschleimhäute mit schmerzhaftem Brennen auf der Zunge und im Rachen können die Folge sein. Die Symptome treten meist innerhalb von 5 bis 25 Minuten auf. Wenn man die dreieckförmigen Blätter kaut, entsteht durch das Oxalat ein Piksen auf der Zunge.
Vor allem beim Weidevieh wurden tödliche Vergiftungen durch Verzehr der Blätter im Frühjahr beobachtet. Wegen des angenehm süßlichen Geschmacks sind Vergiftungen bei Kindern durch die roten Beeren ebenfalls häufig. Die Pflanze kommt auch in öffentlichen Grünanlagen vor. In der Literatur wird berichtet, dass Todesfälle unter Schockeinwirkung im Kollaps aufgetreten seien. Die Aufnahme der Giftstoffe kann durch Gabe von medizinischer Kohle oder Flüssigkeit verhindert bzw. vermindert werden. Die Giftigkeit der Beeren kann je nach Standort und Reifegrad beträchtlich schwanken. Durch Abkochen und Trocknen verliert die Pflanze an Giftigkeit.